# 17-es busz (Pécs)
A pécsi 17-es jelzésű autóbusz Meszest, Mecsekszabolcs északi és nyugati részét, valamint Árpádtetőt kapcsolta össze. Árpádtetőn található a Mecsextrém kalandpark, a menetrend a kalandpark nyitvatartásához is igazodik szezonálisan. A Budai Állomástól az árpádtetői kereszteződésig végig a 66-os főúton közlekedett.

## Története
2013. szeptember 2-án vezették be a 17-es járatot, mely a korábbi 31-es járat visszavágásával jött létre.
1945. október 1-jén indult az első járat a Széchenyi tér – Hősök tere útvonalon. Majd a Széchenyi téri végállomás megszűnésével a járat végállomása átkerült előbb a Kossuth térre, majd Főpályaudvarra.
1987. január 1-jétől 31-es járat útvonala a Felsővámház utcáról a Zsolnay Vilmos útra helyeződött át. A 80-as években a vonal meghosszabbodott a György-aknáig, és 31A járatok közlekedtek a Hősök teréig.
1995. október 2-ától a 31-es járat végállomása Árpádtető lett. 1996. december 9-től 2004-ig 31C jelzéssel újra közlekedett járat a György-aknáig.
2013. szeptember 2-től a 31-es járatcsalád megszűnt: a 31-es megrövidült, és csak a Budai Állomás és Árpádtető között közlekedik 17-es jelzéssel, (a Hősök teréig a 12-es járattal megegyező útvonalon), a 31A járat pedig 4-es jelzéssel meghosszabbodott Uránvárosig.
2014. február 1-től az árpádtetői járatok is beintegrálódtak a 4-es vonalcsaládba, így az önálló járat 5 hónap után megszűnt.
1986. december 31-ig a későbbi 43-as járat közlekedett 17-es jelzéssel.
Most a Budai-állomás és a Francia utca között közlekedik a Finn utca érintésével 2025 Július 4-től.

## Útvonala
| Budai Állomás – Árpádtető:                                | Árpádtető – Budai Állomás:                                |
| --------------------------------------------------------- | --------------------------------------------------------- |
| - Schroll József utca - Komlói út - Árpádtető, Zuzmó utca | - Árpádtető, Zuzmó utca - Komlói út - Schroll József utca |

## Megállóhelyei
| 17 (Budai Állomás – Árpádtető) |                          |          |                                                                    |                        |
| Perc (↓)                       | Megállóhely              | Perc (↑) | Átszállási kapcsolatok a járat megszűnésekor                       | Létesítmények          |
| 0                              | Budai Állomás végállomás | 14       | 2, 4, 4Y, 11, 12, 13, 13A, 14, 15, 16, 21, 60, 113, 113Y, 114, 115 | Autóbusz-állomás       |
| 2                              | Budai vám                | 13       | 2, 4, 11, 12, 21                                                   |                        |
| 3                              | Meszesi iskola           | 12       | 2, 4, 11, 12, 21                                                   | Budai Városkapu Iskola |
| 4                              | Körös utca               | 11       | 2, 4, 11, 12, 21                                                   |                        |
| 5                              | Meszes                   | 10       | 2, 4, 11, 12, 21                                                   |                        |
| 6                              | Fehérhegy                | 9        | 2, 4, 11, 12, 21                                                   |                        |
| 7                              | Bánomi út                | 7        | 4, 11, 12                                                          |                        |
| 8                              | Ibolya utca              | 6        | 4, 12                                                              |                        |
| 9                              | Hősök tere               | 5        | 4, 12                                                              |                        |
| 14                             | Árpádtető végállomás     | 0        |                                                                    | Mecsextrém Kalandpark  |